# Ahvenjärvi (Gällivare socken, Lappland, 741886-170820)
Ahvenjärvi är en sjö i Gällivare kommun i Lappland och ingår i Råneälvens huvudavrinningsområde. Sjön har en area på 0,118 kvadratkilometer och ligger 388,6 meter över havet.

## Delavrinningsområde
Ahvenjärvi ingår i det delavrinningsområde (741934-170604) som SMHI kallar för Mynnar i 742126-170961. Medelhöjden är 423 meter över havet och ytan är 26,47 kvadratkilometer. Det finns inga avrinningsområden uppströms utan avrinningsområdet är högsta punkten. Vattendraget som avvattnar avrinningsområdet har biflödesordning 3, vilket innebär att vattnet flödar genom totalt 3 vattendrag innan det når havet efter 188 kilometer. Avrinningsområdet består mestadels av skog (78 procent) och sankmarker (16 procent). Avrinningsområdet har 1,29 kvadratkilometer vattenytor vilket ger det en sjöprocent på 4,9 procent.